# 75 m-es műsorszóró sáv

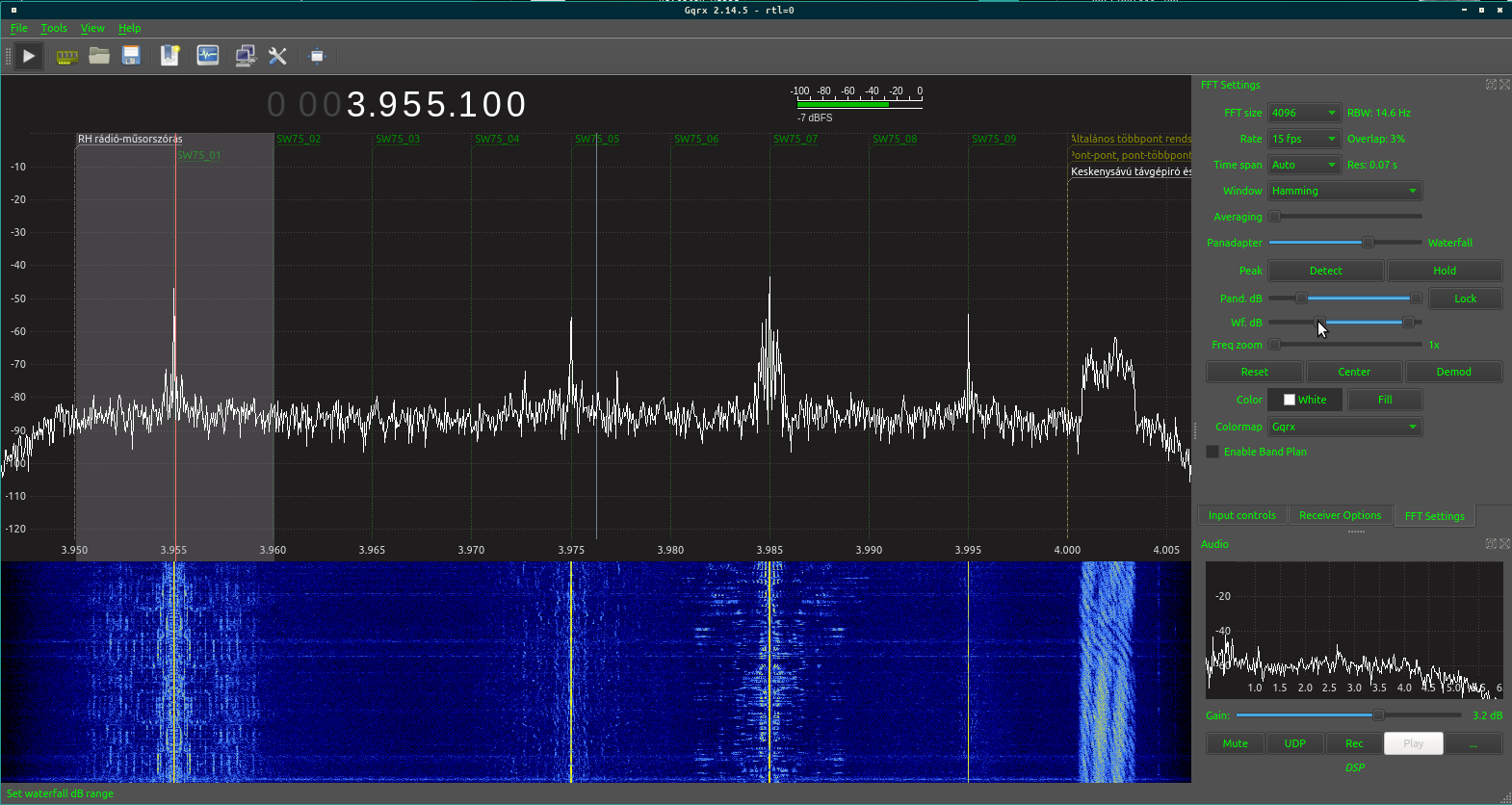
GQRX a 75m-es műsorszóró sávon

A 75 méteres műsorszóró sáv a rövidhullámú sávba tartózó, műsorszórásra használt rádiófrekvenciás tartomány. Az 1. és a 3. ITU régiókban használják műsorszórásra elsődleges jelleggel. A 2. ITU régióban amatőr rádiózásra van kiosztva.

## A 75 méteres műsorszóró sávra vonatkozó nemzetközisávterv[1]
| ITU régió                                  | ITU régió                                                                                | ITU régió                                        |
| 1                                          | 2                                                                                        | 3                                                |
| ------------------------------------------ | ---------------------------------------------------------------------------------------- | ------------------------------------------------ |
| ...                                        | 3750–4000 kHz - AMATŐR - ÁLLANDÓHELYŰ - MOZGÓ, az (R) légi mozgó kivételével 5.122 5.125 | ...                                              |
| ...                                        | 3750–4000 kHz - AMATŐR - ÁLLANDÓHELYŰ - MOZGÓ, az (R) légi mozgó kivételével 5.122 5.125 | 3900–3950 kHz - LÉGI MOZGÓ - MŰSORSZÓRÁS         |
| 3950–4000 kHz - ÁLLANDÓHELYŰ - MŰSORSZÓRÁS | 3750–4000 kHz - AMATŐR - ÁLLANDÓHELYŰ - MOZGÓ, az (R) légi mozgó kivételével 5.122 5.125 | 3950–4000 kHz - ÁLLANDÓHELYŰ - MŰSORSZÓRÁS 5.126 |

- 5.122 - Helyettesítő felosztás: Bolíviában, Chilében, Ecuadorban, Paraguayban és Peruban a 3750−4000 kHz frekvenciasávot elsődleges jelleggel a légi mozgószolgálat kivételével a mozgószolgálat, valamint az állandóhelyű szolgálat számára osztották fel. (WRC‑15)
- 5.125 - Járulékos felosztás: Grönlandon a 3950−4000 kHz sávot elsődleges jelleggel a műsorszóró szolgálat számára is felosztották. Az ebben a sávban üzemelő műsorszóró állomások teljesítménye nem haladhatja meg a nemzeti szolgálat ellátásához szükséges értéket és semmi esetre sem lehet nagyobb, mint 5 kW.
- 5.126 - A 3. Körzetben azoknak a szolgálatoknak az állomásai, amelyek számára a 3995−4005 kHz sávot felosztották, adhatnak hiteles frekvenciákat és órajeleket.

## A 75 méteres műsorszóró sávra vonatkozó magyarországisávterv[2]
| 3950–4000 kHz |   |    |                               |                                |                                                                               |           |                                                                    |
| MŰSORSZÓRÁS   |   | P  |                               |                                | Földfelszíni rádió-műsorszórás                                                | T/R 51-01 | A sávban kizárólag elektronikus hírközlési szolgáltatás nyújtható. |
| MŰSORSZÓRÁS   | 1 | P  | K                             | RH analóg rádió-műsorszórás    | ITU-R BS.560-4, BS.639-0 MSZ EN 302 017, MSZ EN 303 345-2                     |           |                                                                    |
| MŰSORSZÓRÁS   | 1 | P  | K                             | RH digitális rádió-műsorszórás | ITU-R BS.1514-2, BS.1615-2 ETSI EN 302 245-2, MSZ EN 303 345-5 MSZ EN 302 245 |           |                                                                    |
|               |   | PN |                               |                                | SRD                                                                           |           | 3. melléklet 9.1. pont                                             |
| 3             | K | PN | Vasúti alkalmazások           | 3. melléklet 9.5.1. pont       |                                                                               |           |                                                                    |
| 3             | K | PN | Rádiómeghatározó alkalmazások | 3. melléklet 9.7.1. pont       |                                                                               |           |                                                                    |
| 3             | K | PN | Induktív alkalmazások         | 3. melléklet 9.10.1. pont      |                                                                               |           |                                                                    |

- Az A oszlop meghatározza az adott sávhoz rendelt egyes rádiószolgálatokat
- A B oszlop meghatározza a vonatkozó lábjegyzetet, a harmonizált katonai sávra
- A C oszlop meghatározza a polgári, a nem polgári vagy az együttes célú használatra történő felosztást. A polgári célú felosztást P, a nem polgári célút N és az együttes célút E jelöli.
- A D oszlop meghatározza az alkalmazás jellegét. Az elsődleges jelleget 1-es, a másodlagos jelleget 2-es, a harmadlagos jelleget 3-as szám jelöli.
- Az E oszlop meghatározza az alkalmazás használatbavételi lehetőségét. A kijelölt kategóriát K, a tervezett kategóriát T jelöli.
- Az F oszlop meghatározza az alkalmazás megnevezését.
- A G oszlop tartalmazza a vonatkozó nemzetközi és hazai dokumentumokra hivatkozásokat
- A H oszlop tartalmazza a frekvenciasávok használata során alkalmazandó további rádióspektrum-gazdálkodási követelményeket és jellemzőket, valamint sávhasználati feltételeket.

## A rövidhullámú műsorszóráshoz meghatározottadásmódok[3]
Az alkalmazott adásmód kétoldalsávos teljes vivőjű amplitúdómoduláció (AM-DSB).
| ITU                    | 1         | 2         | 3         |
| ---------------------- | --------- | --------- | --------- |
| Analóg hangcsatorna    | 10K0A3EGN | 10K0A3EGN | 10K0A3EGN |
| Digitális hangcsatorna | 10K0X7EXF | 10K0X7EXF | 10K0X7EXF |

Maximális átviteli sávszélességnek 10 kHz van kijelölve, viszont a csatornakiosztást 5 kHz-es lépésközzel határozták meg. Régebben keskenysávú hangátvitelt, 5K00A3EGN adásmódot használtak, mivel leginkább beszédalapú műsorokat sugároztak rövidhullámon. Ezzel a keskenysávú hangátvitellel napjainkban is lehet találkozni rövidhullámon.

## A 75 m-es sávon műsorszórásra kiosztott csatornák
| Sávblokk      | Csatorna | Frekvencia (kHz) | Frekvencia (kHz) | Frekvencia (kHz) |
| Sávblokk      | Csatorna | ITU 1            | ITU 2            | ITU 3            |
| ------------- | -------- | ---------------- | ---------------- | ---------------- |
| 3900–3950 kHz | 1        |                  |                  | 3905             |
| 3900–3950 kHz | 2        |                  |                  | 3910             |
| 3900–3950 kHz | 3        |                  |                  | 3915             |
| 3900–3950 kHz | 4        |                  |                  | 3920             |
| 3900–3950 kHz | 5        |                  |                  | 3925             |
| 3900–3950 kHz | 6        |                  |                  | 3930             |
| 3900–3950 kHz | 7        |                  |                  | 3935             |
| 3900–3950 kHz | 8        |                  |                  | 3940             |
| 3900–3950 kHz | 9        |                  |                  | 3945             |
| 3900–3950 kHz | 10       |                  |                  | 3950             |
| 3950–4000 kHz | 11       | 3955             | 3955*            | 3955             |
| 3950–4000 kHz | 12       | 3960             | 3960*            | 3960             |
| 3950–4000 kHz | 13       | 3965             | 3965*            | 3965             |
| 3950–4000 kHz | 14       | 3970             | 3970*            | 3970             |
| 3950–4000 kHz | 15       | 3975             | 3975*            | 3975             |
| 3950–4000 kHz | 16       | 3980             | 3980*            | 3980             |
| 3950–4000 kHz | 17       | 3985             | 3985*            | 3985             |
| 3950–4000 kHz | 18       | 3990             | 3990*            | 3990             |
| 3950–4000 kHz | 19       | 3995             | 3995*            | 3995             |

* A 2. ITU régióban csak Grönlandon használhatják műsorszórásra, maximum 5kW adóteljesítménnyel.